# La bruja de abril
La bruja de abril (título original en inglés: The April Witch) es un relato corto de Ray Bradbury publicado originalmente en The Saturday Evening Post el 5 de abril de 1952. En 1953 fue incluido en la antología de cuentos Las doradas manzanas del sol. Volverá a reaparecer en diversas antologías, entre ellas:
The Stories of Ray Bradbury	(1980).
Pertenece a la serie "The Elliott Family", unos cuentos cortos centrados en una familia de monstruos, vampiros, brujas  y fantasmas llamados los Elliott y que serán reunidos en la novela From the Dust Returned (De la ceniza volverás, 2001). En ella, el cuento aparece transformado bajo el título The Wandering Witch (La bruja errante).

## Argumento
Cecy Elliott, de Green Town, Illinois, es un ser excepcional: pertenece a una familia que duerme de día y vuela de noche.

"Invisible como los nuevos vientos de la primavera, fragante como el aroma de los tréboles que se alzaba en los campos a la tarde, ella volaba. [...] Se deslizaba en palomas suaves como el armiño blanco, se detenía en los árboles y vivía en los capullos, abriéndose en pétalos cuando soplaba la brisa.

Cecy, al cumplir diecisiete años, comenta a sus padres su deseo de enamorarse. Estos le advierten de que si se mezcla o se casa con gente ordinaria perderá sus poderes mágicos. Al no poderlo hacer por sí misma, decide probarlo por medio de otra mujer.
Con Cecy en su interior, Ann Leary, quien siempre había desdeñado a Tom, accede a ir al baile con él esa noche.